# Código Civil da República Argentina
O Código Civil da República Argentina foi o diploma legal que, até 2015, reuniu as bases do ordenamento jurídico em matéria civil na Argentina. Foi elaborado por Dalmacio Vélez Sarsfield, como resultado de uma série de tentativas de codificação civil ocorridas no país. Foi aprovado pelo Congresso da Nação sem modificações, em 25 de setembro de 1869, através da Lei nº 340, promulgada em 29 de setembro do mesmo ano, entrando em vigor em 1 de janeiro de 1871. Com inúmeras modificações desde então, constituiu a base do direito civil argentino até 1 de agosto de 2015, quando entrou em vigor o Código Civil e Comercial.
O código de Vélez Sarsfield reflete a influência do direito continental e dos princípios liberais do século XVII, sendo suas principais fontes o Código Civil do Chile, o Código Civil da França e seus comentaristas, a legislação colonial espanhola ainda em vigor na Argentina, o direito romano (especialmente através da obra de Savigny), o direito canônico, o "Esboço de Código Civil" para o Brasil de Teixeira de Freitas, e vários códigos que haviam sido promulgados sob a influência do movimento de codificação da época.
A adoção de um Código Civil Argentino era necessária por razões legais e políticas: daria unidade e coerência à legislação civil, que até então estava ausente devido à legislação dispersa em vigor no território argentino. Tal unidade e coerência trariam dois benefícios legais muito importantes: facilitaria o conhecimento da lei pelos cidadãos, e a sua aplicação pelos juízes. Também fortaleceria a independência política do país, por meio da emancipação legislativa, e a unidade nacional, através da supremacia do código sobre a legislação das Províncias.
Apesar da estabilidade que o Código Civil proporcionou ao sistema jurídico argentino, ele não ficou isento, ao longo da história, de várias modificações, que foram sendo necessárias para regular adequadamente uma sociedade que passou por grandes mudanças nos níveis social, político e econômico. A mais importante reforma que o código sofreu foi resultante da Lei nº 17711, de 22 de abril de 1968. Embora esta lei tenha reformado aproximadamente 5% dos artigos, ela se destaca pela mudança de orientação que algumas das instituições regulamentadas experimentaram. Além disso, houve uma série de projetos de reforma que não foram implementados. Estes projetos não só propuseram a reforma das instituições e uma mudança de método, como também propuseram sua unificação com o Código de Comércio, imitando o Código italiano e outros órgãos jurídicos similares.

## Antecedentes

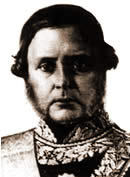
Durante o governo de Justo José de Urquiza vários projetos foram desenvolvidos sobre o tema.

A codificação na República Argentina fez parte de um processo que se realizou em escala global devido às vantagens que este sistema proporcionava. Embora existissem codificações anteriores, as realizadas no final dos séculos XVIII e XIX tiveram uma grande influência na elaboração do Código Civil argentino. Graças a elas, houve diferentes tentativas de codificação civil na República Argentina durante a primeira metade do século XIX, mas esta só foi finalmente concretizada em 1869.
A unificação do país, e o seu crescimento e fortalecimento político, exigiam a codificação das leis civis, pois a incerteza de uma legislação inadequada para a realidade local, e voltada para o Império Espanhol, não poderia ser mantida.
Antes do Código Civil, várias tentativas haviam sido conduzidos, as quais não foram bem sucedidas. Em 1824, Juan Gregorio de las Heras nomeou, através de um decreto, uma comissão para redigir o Código de Comércio e outra para redigir o Código Militar, mas nenhum dos dois projetos foi realizado. Em 1831, a Legislatura de Buenos Aires adotou o Código Comercial espanhol elaborado em 1829, e nomeou uma comissão para realizar as reformas necessárias. Em 1852, Justo José de Urquiza criou uma comissão de 14 membros para elaborar os Códigos Civil, Penal, Comercial e Processual; mas a revolução de 11 de setembro daquele ano, que culminou na separação da Província de Buenos Aires da Confederação Argentina, impediu que o projeto avançasse.
A Constituição Argentina de 1853, no artigo 67, inciso 11, habilitou o Congresso a emitir os Códigos Civil, Comercial, Penal e Mineiro. Para cumprir o mandato constitucional, Facundo Zuviría apresentou ao Senado da Confederação uma lei, que habilitava o Poder Executivo a nomear uma comissão para esses fins. A lei foi sancionada e promulgada por Urquiza, mas por razões financeiras a iniciativa foi adiada.
No Estado de Buenos Aires, a iniciativa para a promoção de um Código Civil teve o mesmo destino. Em 17 de outubro de 1857, foi aprovada uma lei autorizando o Poder Executivo a utilizar os recursos necessários para a elaboração dos Códigos Civil, Penal e Processual, mas a iniciativa foi frustrada. Entretanto, o Código Comercial não sofreu o mesmo destino: a elaboração deste código foi confiada a Dalmacio Vélez Sarsfield e Eduardo Acevedo Maturana, que o enviaram à Legislatura local para aprovação. Finalmente o Código de Comércio do Estado de Buenos Aires foi sancionado em 1859, sendo este mesmo código o adotado pela Nação em 1862, e modificado em 1889.

### Legislação em vigor antes de sua sanção

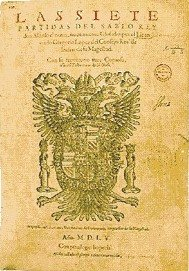
Capa das Siete Partidas.

Até a adoção do Código, a legislação argentina era baseada na legislação espanhola, anterior à Revolução de Maio, e na chamada legislação pátria.

#### Legislação espanhola
A legislação espanhola em vigor no país consistia principalmente a chamada Nueva Recopilación, de 1567, já que a Novísima Recopilación, de 1805, não foi aplicada antes da revolução. A Nueva Recopilación continha leis do Fuero Real, do Ordenamento de Alcalá, do Ordenamento de Montalvo e das Leyes de Toro. A ordem de precedência era a seguinte: 1) Nueva Recopilación, 2) Fuero Real, 3) Fuero Juzgo, 4) Fuero Viejo de Castilla, 5) Partidas. No entanto, devido ao prestígio, à extensão dos assuntos tratados e ao maior conhecimento que juízes e advogados tinham sobre elas, as Sete Partidas eram comumente aplicadas.

#### Legislação pátria
A chamada "legislação pátria" consistia em leis aprovadas pelos governos nacional e provincial. Essas leis foram consideradas de menor importância em relação à legislação espanhola e não a alteravam, de acordo com o princípio de que a emancipação política deixa o direito privado anterior em vigor até que o novo Estado, no exercício de sua soberania, disponha de outra forma. As principais leis nacionais eram a Lei do Ventre Livre e da liberdade de escravos que entrassem no território (1813), a lei da supressão dos Morgados (1813), a lei do Enfiteuse (1826) e a lei da supressão do retracto gentilicio (1868) ou o direito do parente mais próximo dentro do 4º grau de adquirir os bens imóveis da família vendidos a um estranho.
Existiam também várias leis e decretos provinciais que modificavam diferentes instituições, exemplos disso foram a emancipação por qualificação de idade ou emancipação dativa (ditada por Buenos Aires, em 17 de novembro de 1824; por Tucumán, em 1º de setembro de 1860; e por Entre Ríos, em 10 de março de 1866); a determinação do domicílio no lugar de moradia principal (ditada por Buenos Aires, em 16 de setembro de 1859); sobre livros de nascimentos, casamentos e mortes de párocos (ditado por Buenos Aires, em 19 de dezembro de 1821; por Jujuy, em 7 de setembro de 1836; e por Santa Fé, em 17 de maio de 1862); sobre restrições e limites ao domínio (ditado por Buenos Aires, em 27 de julho de 1865; por Jujuy em 24 de fevereiro de 1855 e em 7 de março de 1857; e por Córdoba em 27 de agosto de 1868); e sobre arrendamentos de campos (ditado por Santa Fé, em 31 de julho de 1837).

## Elaboração e sanção

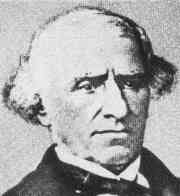
Dalmacio Vélez Sarsfield, redator do Código Civil.

A República Argentina havia tentado sem sucesso aderir ao movimento de codificação que estava ganhando força em algumas das potências mundiais. A codificação traria grandes vantagens à legislação, que se caracterizava então pela sua dispersão e, portanto, era de difícil aplicação. Tal sistema proporcionaria principalmente unidade e coerência à legislação civil, facilitando assim o seu conhecimento e aplicação.
Houve também razões de nacionalismo jurídico que influenciaram seu impulso, pois foi considerado necessário reafirmar a independência política, conquistada há décadas, através da emancipação legislativa. A legislação mais influente no direito argentino até então era a espanhola, aprovada há séculos, pois a lei da Pátria tinha pouca influência no direito privado.
Finalmente, a adoção de um código seria um instrumento muito eficaz para a consolidação da unidade nacional, que havia sido conseguida com muito esforço poucos anos antes. A unificação poderia ser prejudicada se as províncias mantivessem suas próprias leis em vigor, ou se tivessem aprovado novas leis para corrigir os erros da legislação espanhola, de forma independente, em vez de conjuntamente.
Em 6 de junho de 1863, foi aprovada a Lei nº 36, uma iniciativa do deputado correntino José María Cabral, que habilitou o Executivo a nomear comissões para elaborar os Códigos Civil, Penal e Mineiro, e portarias para o Exército. Embora esta lei tenha habilitado a criação de comissões compostas por diversos integrantes, o Presidente Bartolomé Mitre decidiu confiar a tarefa a uma única pessoa, Dalmacio Vélez Sarsfield, por meio de decreto datado de 20 de outubro de 1864.
Vélez Sarsfield redigiu o Código Civil sem colaboradores, mas com a ajuda de alguns amanuenses que passavam a limpo os seus rascunhos. Estes amanuenses foram Victorino de la Plaza, que mais tarde se tornaria Presidente da Nação; Eduardo Díaz de Vivar; e a filha de Vélez Sarsfield, Aurelia. Para realizar esta tarefa, o codificador se isolou em uma quinta de sua propriedade, localizada a poucos quilômetros da cidade de Buenos Aires, onde escreveu os rascunhos que seus assistentes posteriormente passavam a limpo. Esta cópia revisada foi entregue ao Governo para impressão e, logo depois, destruída. Os rascunhos estão atualmente na Universidade Nacional de Córdoba.

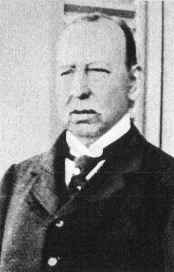
Victorino de la Plaza, futuro Presidente da Argentina, foi um dos colaboradores de Sarsfield.

À medida que Vélez Sarsfield completava seu trabalho, ele o remetia para o Poder Executivo. Assim, em 1865, foi encomendada sua impressão e distribuição entre os legisladores, magistrados, advogados "e pessoas competentes, para que, estudando-o de agora em diante, se formasse opinião a respeito para quando chegar a oportunidade de ser sancionado". Assim, em 1865, ele terminou e entregou o Livro I; as duas primeiras seções do Livro II, em 1866; a terceira seção, no início de 1867; o Livro III, em 1868; e o Livro IV, em 1869. Desta forma, completou a tarefa após quatro anos e dois meses de trabalho.
Uma vez concluído o projeto, o Presidente Domingo Faustino Sarmiento enviou uma nota ao Congresso, em 25 de agosto de 1869, para promover a lei que colocaria em vigor o Código Civil. Na mensagem, Sarmiento recomendava que se lhe desse efeito imediato, "confiando sua reforma à ação sucessiva das leis, que será ditada à medida que a experiência determinar sua necessidade".
A Câmara dos Deputados aprovou o projeto em 22 de setembro de 1869, após várias propostas de adiamento e objeções. A Câmara fixou em 1º de janeiro de 1871, a data de início de vigência. O projeto passou para o Senado, onde foi sancionado em 29 de setembro e depois promulgado por Sarmiento, em 29 de setembro daquele ano, como Lei nº 340.
O projeto foi sancionado sem alterações, algo que, segundo Llambías, não é discutível:

Os órgãos parlamentares, em virtude de sua composição e funcionamento, são inadequados para realizar o estudo e o debate analítico de um trabalho científico tão delicado e sistemático como é um Código. É de se esperar que tal debate seja inorgânico e infinito, e que, se as emendas patrocinadas forem bem sucedidas, a coerência do sistema como um todo seja arruinada, pois não se entendeu que a principal vantagem das codificações esteja nesta metamorfose da lei, que então permite que se obtenha o máximo rendimento a partir dela.

### Código Napoleônico

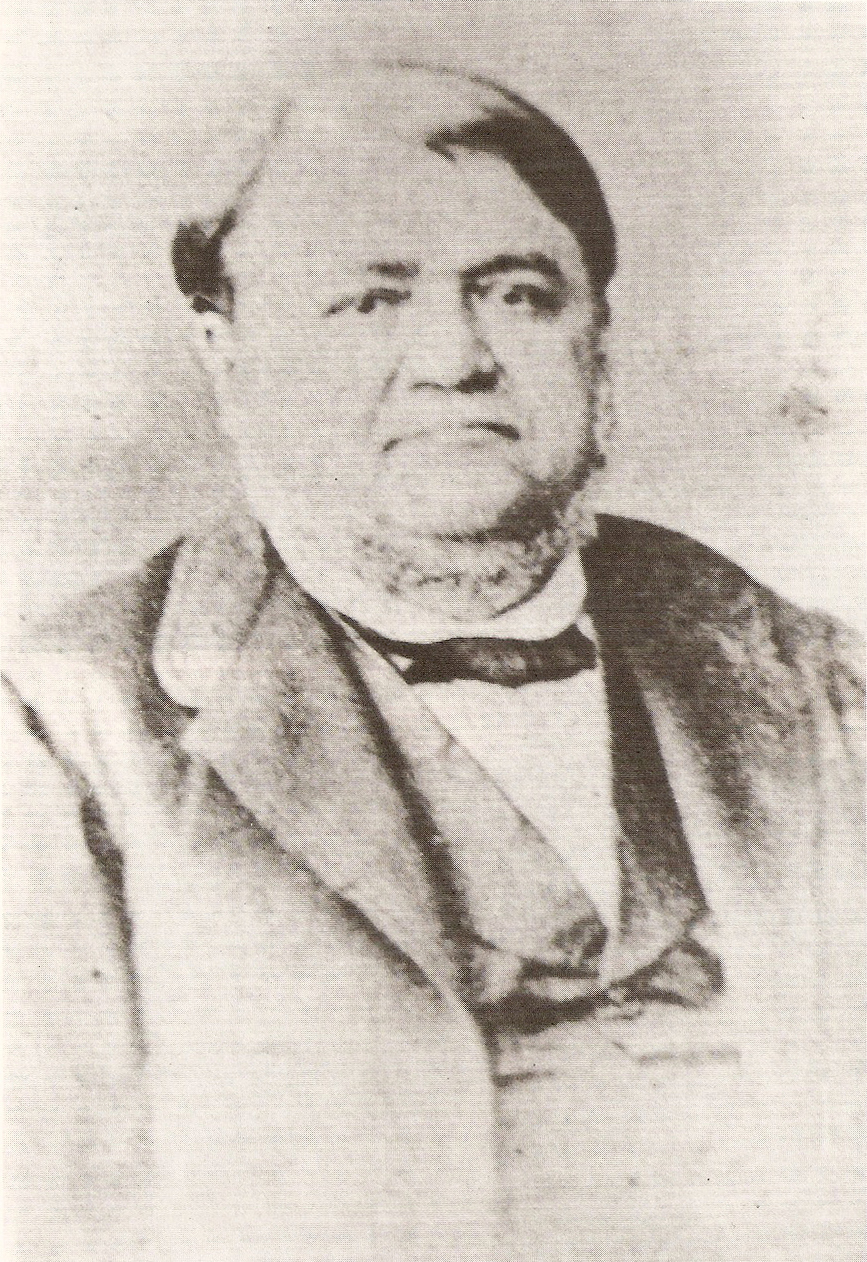
A obra de Augusto Teixeira de Freitas foi uma das fontes do Código Civil Argentino.

### A Obra de Teixeira de Freitas

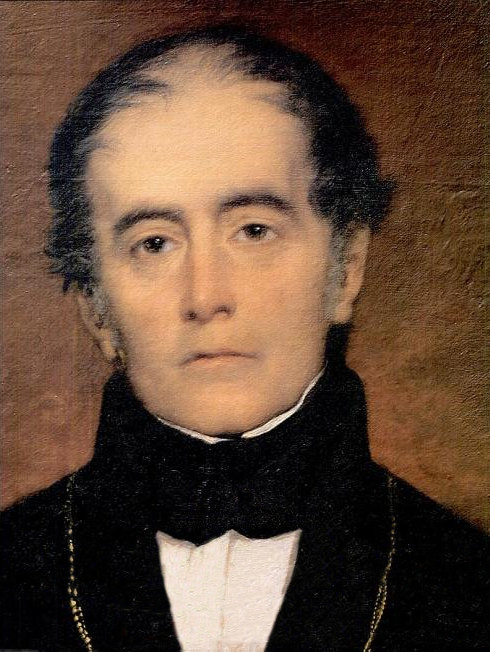
O Código Civil do Chile, redigido por Andrés Bello, foi uma das principais fontes do Código Civil Argentino

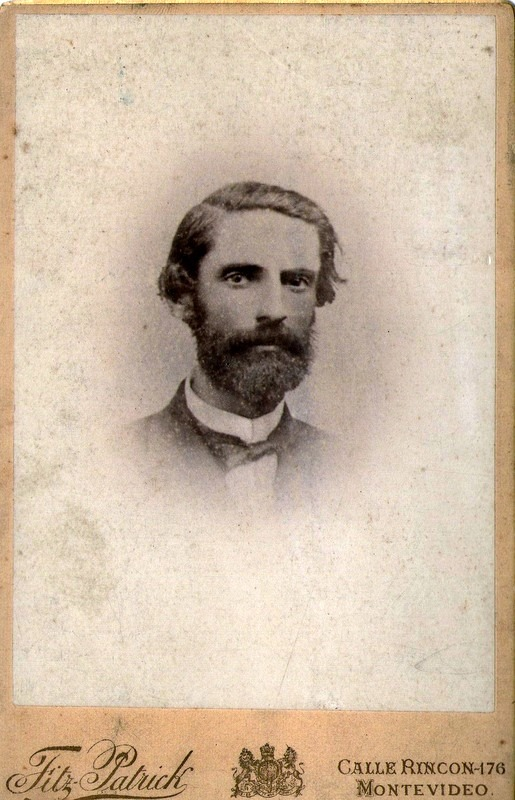
O projeto do Código Civil do Uruguai de Eduardo Acevedo foi uma das fontes do Código Civil Argentino

## Lei de Erratas

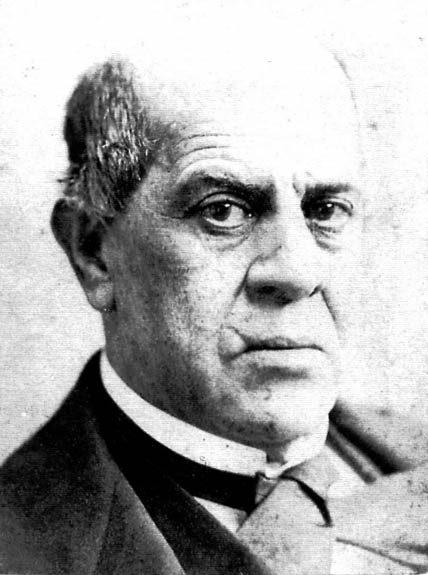
O Presidente Domingo Faustino Sarmiento tomou medidas importantes para corrigir os erros do Código Civil.